# Вояж (песня)
«Вояж» — песня группы «Ленинград». Вышла синглом 9 ноября 2017 года; одновременно на YouTube был опубликован клип к песне, снятый Ильёй Найшуллером и к 11 ноября собравший более 4 миллиона просмотров, а к концу года — почти 35 миллионов просмотров.

## Описание
Говоря о смысле песни Илья Найшуллер отметил: «На первый взгляд, „Вояж“ — песня про отдых, но на самом деле, это критика многих моментов, которые есть в жизни среднего россиянина».

## Видеоклип
Главный герой видео — преступник, который грабит банк вместе со своей подругой. Во время перестрелки девушка получает смертельное ранение. Герой сжигает её тело вместе с машиной. Далее, уже в одиночку, начинает тратить награбленные деньги, ведя красивую жизнь: катается на яхте и дорогих машинах, проводит время в компании моделей в джакузи и ночных клубах. Через некоторое время спецслужбы распознают его. Полиция отправляет в его пентхаус группу захвата. Герой в это время находится в состоянии наркотического опьянения и видит галлюцинацию в виде своей погибшей подруги. Тем временем спецназ прибывает на место и окружают здание. Герой пытается отстреляться от спецназовцев, но те расстреливают его в упор.

### Съёмочная группа
- Режиссёр — Илья Найшуллер
- Продюсеры — Илья Найшуллер, Екатерина Кононенко, Рубен Адамян
- Оператор-постановщик — Генрих Медер

### Актёры
- Александр Паль — главный герой
- Ирина Мартыненко — подруга главного героя[3]

## Приём
По мнению газеты «Коммерсантъ» секрет успеха всех последних песен группы «Ленинград» одинаков. Это «простые понятные строчки с неким количеством ненормативной лексики, ложащиеся на очень привязчивую мелодию», а также интересное видео («хорошая операторская работа, интересный сюжет и демонстрация человеческих слабостей или широты русской души»). Журнал «Афиша» похвалил видео, которое «хочется пересматривать снова и снова». При этом издание отметило, что «эффектное видео оттесняет песню на периферию — нередкий случай для позднего Шнурова».
С этой песней группа «Ленинград» победила в номинации «Клип» на XI Ежегодной национальной премии «Чартова дюжина» в 2018 году.